# William Cavendish, I duca di Devonshire
William Cavendish, I duca di Devonshire (25 gennaio 1640 – 18 agosto 1707), è stato un nobile, politico e militare inglese.

## Biografia

### Infanzia
Era il figlio di William Cavendish, III conte di Devonshire e di sua moglie Lady Elizabeth Cecil.

### Matrimonio
Sposò, il 26 ottobre 1662, Lady Mary Butler (1646-1710), figlia di James Butler, I duca di Ormonde, e di sua moglie, Lady Elizabeth Preston. Ebbero quattro figli.

### Carriera politica
Nel 1661 è stato deputato per Derbyshire.
Nel 1684 successe al padre come Conte di Devonshire e poi si sedette nella Camera dei Lords.
Sotto i regni di Carlo II Stuart e del fratello Giacomo II Stuart, Cavendish (noto come Lord Cavendish) si schierò in Parlamento con il partito Whig, contrario alla politica filoromana degli Stuart. Cavendish fu uno strenuo promotore della Gloriosa Rivoluzione che nel 1688 portò alla deposizione ed all'esilio del re cattolico Giacomo II; era stato proprio Cavendish, assieme ad altri sei gentiluomini, a redigere il celebre Invito a Guglielmo, missiva con la quale si richiedeva l'intervento a Londra del governatore dei Paesi Bassi, il principe d'Orange e futuro Guglielmo III d'Inghilterra. In seguito alla rivoluzione, sotto il regno di Guglielmo III, Cavendish divenne Lord Steward e gli fu concesso il titolo di Duca di Devonshire.

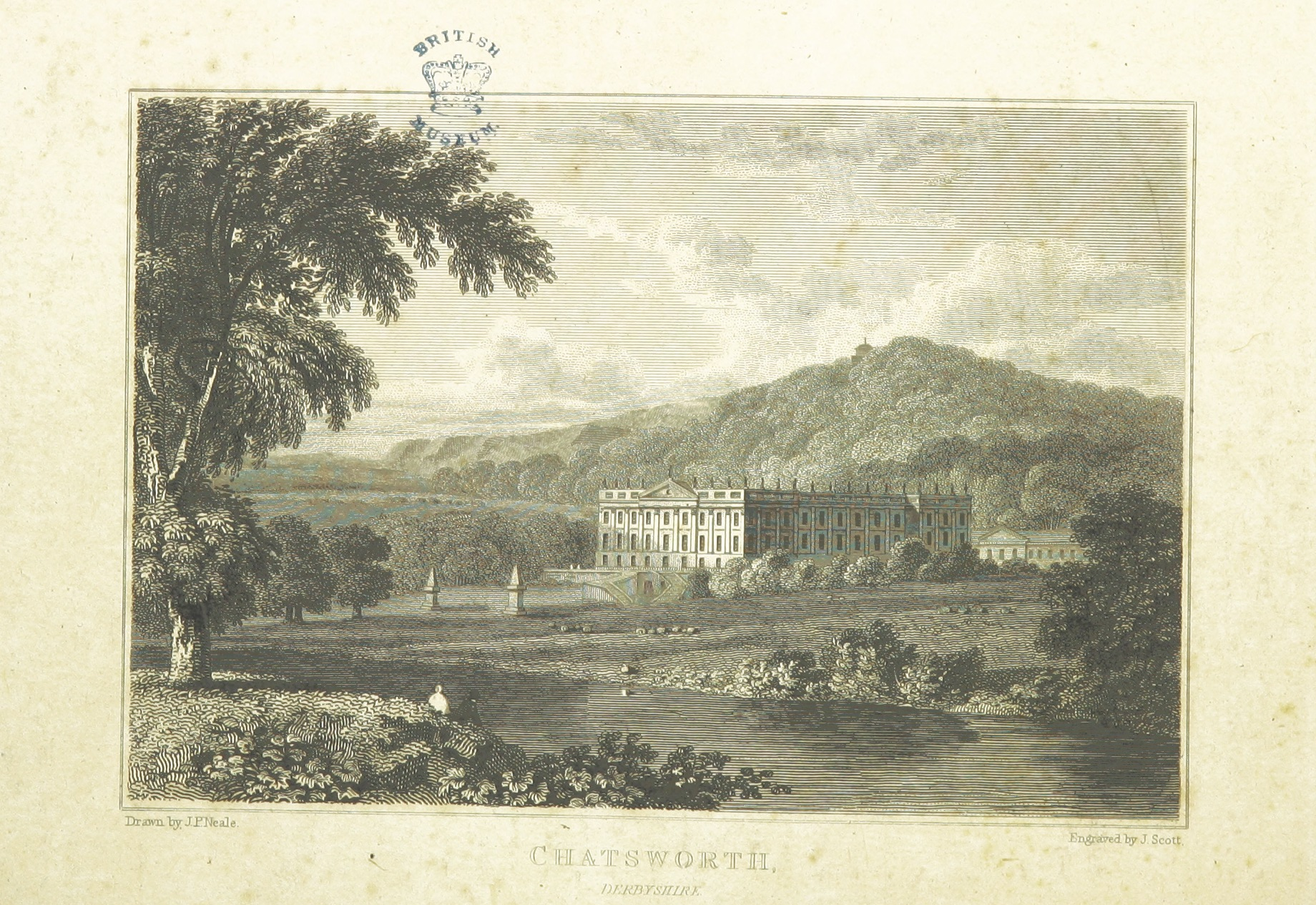
Chatsworth House

Si deve al Duca di Devonshire la riedificazione di Chatsworth House.

### Morte

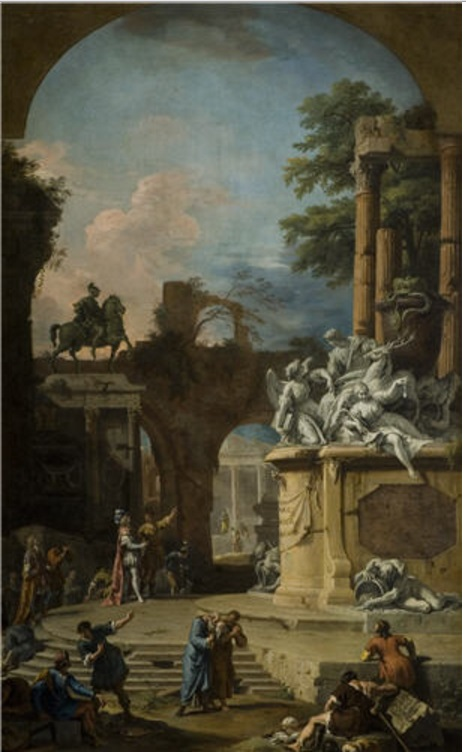
Tomba immaginaria del I Duca di Devonshire di Sebastiano e Marco Ricci

Morì il 18 agosto 1707, all'età di 66 anni.

## Discendenza
Dal matrimonio tra Lord Cavendish e Lady Mary Butler nacquero:
- Lord James Cavendish (?-14 dicembre 1751)
- Lady Elizabeth Cavendish (1670-1741), sposò Sir John Wentworth, I Baronetto, non ebbero figli;
- William Cavendish, II duca di Devonshire;
- Lord Henry Cavendish (1673-10 maggio 1700), sposò Rhoda Cartwright, ebbero una figlia.

## Ascendenza
|                                            |                                    |                                   | Genitori                          |  |  | Nonni |  |  | Bisnonni                                 |  |  | Trisnonni         |  |
|                                            |                                    |                                   |                                   |  |  |       |  |  | William Cavendish, I conte di Devonshire |  |  | William Cavendish |  |
|                                            |                                    |                                   |                                   |  |  |       |  |  | William Cavendish, I conte di Devonshire |  |  | William Cavendish |  |
|                                            |                                    | Bess Hardwick                     |                                   |  |  |       |  |  | William Cavendish, I conte di Devonshire |  |  |                   |  |
| William Cavendish, II conte di Devonshire  |                                    |                                   |                                   |  |  |       |  |  | William Cavendish, I conte di Devonshire |  |  |                   |  |
|                                            |                                    | Anne Keighley                     | Henry Keighley                    |  |  |       |  |  |                                          |  |  |                   |  |
|                                            |                                    | Anne Keighley                     | Henry Keighley                    |  |  |       |  |  |                                          |  |  |                   |  |
|                                            |                                    | Anne Keighley                     | Mary Carus                        |  |  |       |  |  |                                          |  |  |                   |  |
| William Cavendish, III conte di Devonshire |                                    | Anne Keighley                     |                                   |  |  |       |  |  |                                          |  |  |                   |  |
|                                            |                                    | Edward Bruce, I lord Kinloss      | Edward Bruce                      |  |  |       |  |  |                                          |  |  |                   |  |
|                                            |                                    | Edward Bruce, I lord Kinloss      | Edward Bruce                      |  |  |       |  |  |                                          |  |  |                   |  |
|                                            |                                    | Edward Bruce, I lord Kinloss      | Alison Reid                       |  |  |       |  |  |                                          |  |  |                   |  |
| Christian Bruce                            |                                    | Edward Bruce, I lord Kinloss      |                                   |  |  |       |  |  |                                          |  |  |                   |  |
|                                            |                                    | Magdalene Clerk                   | Alexander Clerk                   |  |  |       |  |  |                                          |  |  |                   |  |
|                                            |                                    | Magdalene Clerk                   | Alexander Clerk                   |  |  |       |  |  |                                          |  |  |                   |  |
|                                            |                                    | Magdalene Clerk                   | Marion Primrose                   |  |  |       |  |  |                                          |  |  |                   |  |
| William Cavendish, I duca di Devonshire    |                                    | Magdalene Clerk                   |                                   |  |  |       |  |  |                                          |  |  |                   |  |
|                                            | Robert Cecil, I conte di Salisbury | William Cecil, I barone Burghley  |                                   |  |  |       |  |  |                                          |  |  |                   |  |
|                                            | Robert Cecil, I conte di Salisbury | William Cecil, I barone Burghley  |                                   |  |  |       |  |  |                                          |  |  |                   |  |
|                                            | Robert Cecil, I conte di Salisbury | Mildred Cooke                     |                                   |  |  |       |  |  |                                          |  |  |                   |  |
| William Cecil, II conte di Salisbury       | Robert Cecil, I conte di Salisbury |                                   |                                   |  |  |       |  |  |                                          |  |  |                   |  |
|                                            |                                    | Elizabeth Brooke                  | William Brooke, X barone Cobham   |  |  |       |  |  |                                          |  |  |                   |  |
|                                            |                                    | Elizabeth Brooke                  | William Brooke, X barone Cobham   |  |  |       |  |  |                                          |  |  |                   |  |
|                                            |                                    | Elizabeth Brooke                  | Frances Newton                    |  |  |       |  |  |                                          |  |  |                   |  |
| Elizabeth Cecil                            |                                    | Elizabeth Brooke                  |                                   |  |  |       |  |  |                                          |  |  |                   |  |
|                                            |                                    | Thomas Howard, I conte di Suffolk | Thomas Howard, IV duca di Norfolk |  |  |       |  |  |                                          |  |  |                   |  |
|                                            |                                    | Thomas Howard, I conte di Suffolk | Thomas Howard, IV duca di Norfolk |  |  |       |  |  |                                          |  |  |                   |  |
|                                            |                                    | Thomas Howard, I conte di Suffolk | Margaret Audley                   |  |  |       |  |  |                                          |  |  |                   |  |
| Catherine Howard                           |                                    | Thomas Howard, I conte di Suffolk |                                   |  |  |       |  |  |                                          |  |  |                   |  |
|                                            |                                    | Katherine Knyvett                 | Henry Knyvett                     |  |  |       |  |  |                                          |  |  |                   |  |
|                                            |                                    | Katherine Knyvett                 | Henry Knyvett                     |  |  |       |  |  |                                          |  |  |                   |  |
|                                            |                                    | Katherine Knyvett                 | Elizabeth Stumpe                  |  |  |       |  |  |                                          |  |  |                   |  |
|                                            |                                    | Katherine Knyvett                 |                                   |  |  |       |  |  |                                          |  |  |                   |  |